# پایگاه هوایی هاچینوهه
پایگاه هوایی هاچینوهه (به انگلیسی: JMSDF Hachinohe Air Base) (به زبان بومی: 八戸航空基地) یک فرودگاه نظامی است که یک باند فرود بتن دارد و طول باند آن ۲۲۵۰ متر است. این فرودگاه در شهر هاچینوهه، آئوموری کشور ژاپن قرار دارد .